# 미국 남동부

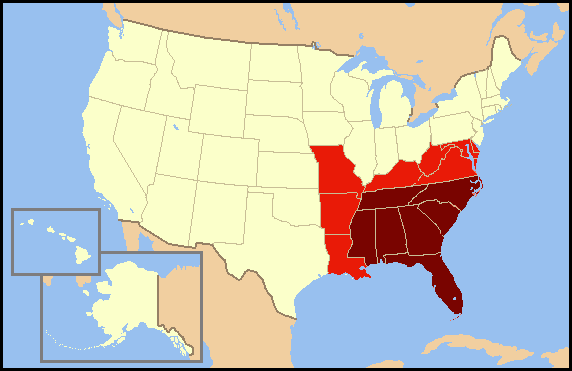
미국 남동부

미국 남동부(영어: Southeastern United States)은 미국 남부의 동쪽 부분이자 미국 동부의 남쪽 부분이다. 여기만 남부(the South)라고 말하기도 한다. 북으로는 메릴랜드주와 웨스트버지니아주가 오하이오강 및 메이슨-딕슨 선과 접하고, 서쪽으로는 아칸소주와 루이지애나주까지가 해당한다.

## 같이 보기
- 블랙 벨트
- 디프사우스